# El sueño del pibe
El sueño del pibe es un tango cuya letra pertenece a Reinaldo Yiso en tanto que la música es de Juan Puey, que fue registrado el 20 de mayo de 1942. El chico que recibió la citación de un club de fútbol para hacer una prueba sueña con llegar a ser una de las estrellas de ese deporte.
El título juega con una expresión de uso coloquial que significa algo deseado intensamente.

## Los autores
Juan Puey ( Buenos Aires, Argentina 15 de septiembre de 1903 – ídem, 16 de marzo de 1995) cuyo nombre completo era Juan Antonio Pouey, fue un bandoneonista, director de orquesta y compositor; creador de muchos temas musicales, tiene registradas a su nombre en SADAIC 373 obras, entre las cuales se destaca la música del tango El sueño del pibe.
Reinaldo Yiso (Buenos Aires, Argentina, 6 de abril de 1915 – ídem, 16 de diciembre de 1978) fue un letrista de vasta producción dedicado al género del  tango. Desde muy joven le gustaba escribir usando los elementos que extraía de su observación de la realidad, de la calle y de sus sueños juveniles. Jugó al fútbol en el club Oeste Argentino y en distintas divisiones del Club Atlético Vélez Sársfield, llegando a integrar el equipo de segunda división de esa entidad hasta que una fractura frustró su carrera deportiva. Fue un autor prolífico que tiene registradas a su nombre en SADAIC 433 obras. 

## Futbolistas nombrados
La letra menciona a varios famosos futbolistas de la época: Emilio Baldonedo del Club Atlético Huracán, Rinaldo Martino del Club San Lorenzo de Almagro integrante de El Terceto de Oro, Mario Boyé, puntero de Boca Juniors y Bernabé Ferreyra, apodado El mortero de Rufino, del Club Atlético Tigre y Club Atlético River Plate. A medida que pasan las décadas, muchos de los cantantes de este tango tienden a reemplazar a estos ídolos deportivos de las décadas de 1930 y 1940 por figuras más recientes, aunque otros intérpretes respetan los nombres originales.

## Grabaciones
Fue grabado por la orquesta de Osvaldo Pugliese cantando Roberto Chanel el 22 de marzo de 1945 para el sello  discográfico Odeon; la orquesta de Ricardo Tanturi lo grabó con la voz de Enrique Campos el 14 de junio de 1945 para el sello RCA Victor.